# Tung Yüan (cràter)
Tung Yüan és un cràter d'impacte en el planeta Mercuri de 60,46 km de diàmetre. Porta el nom del pintor xinès Dong Yuan (c. 934-962), i el seu nom va ser aprovat per la Unió Astronòmica Internacional el 1979.